# Santuario del Santissimo Crocifisso della Pietà
Il santuario del Santissimo Crocifisso della Pietà è un santuario esistente a Galatone in provincia di Lecce. È il monumento principe dell'architettura barocca della città e uno dei maggiori esempi di architettura seicentesca della provincia.

## Storia

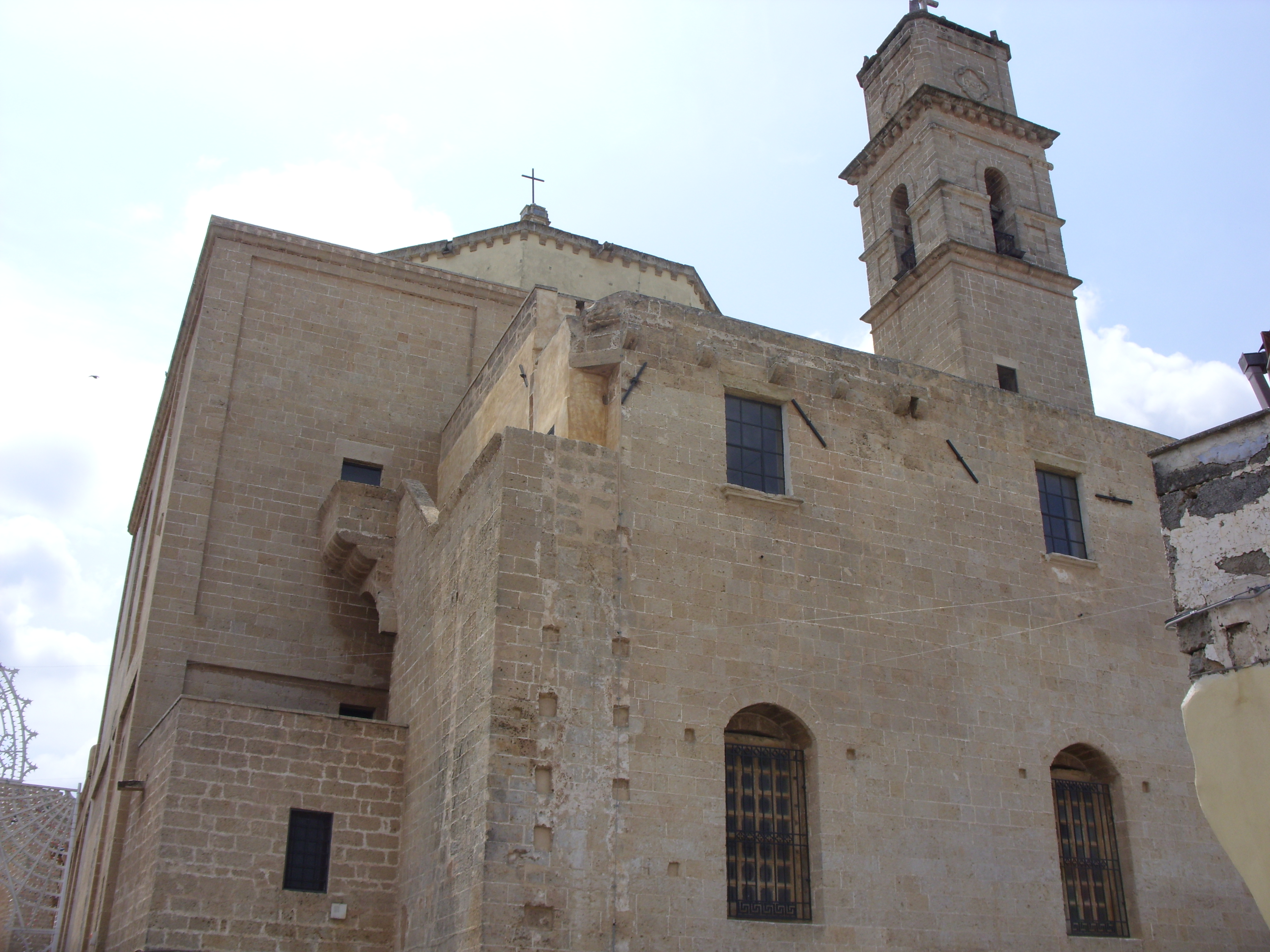
Santuario del Santissimo Crocifisso della Pietà. Abside e campanile

L'edificio fu costruito fra il 1683 e il 1694 da diverse maestranze salentine dopo il crollo di una precedente chiesa del 1623 avvenuto nel febbraio del 1683. Contribuirono, per l'apparato decorativo, Giuseppe Zimbalo; mentre l'impostazione architettonica a croce latina con quattro cappelle laterali è di fra' Nicolò da Lequile. Entrambi gli edifici vennero innalzati per custodire un'icona bizantina raffigurante il Santissimo Crocifisso della Pietà (XIV secolo), alla quale si attribuivano eventi miracolosi. Il tempio, consacrato nel 1711, fu elevato a santuario nel 1796 da papa Pio VI.

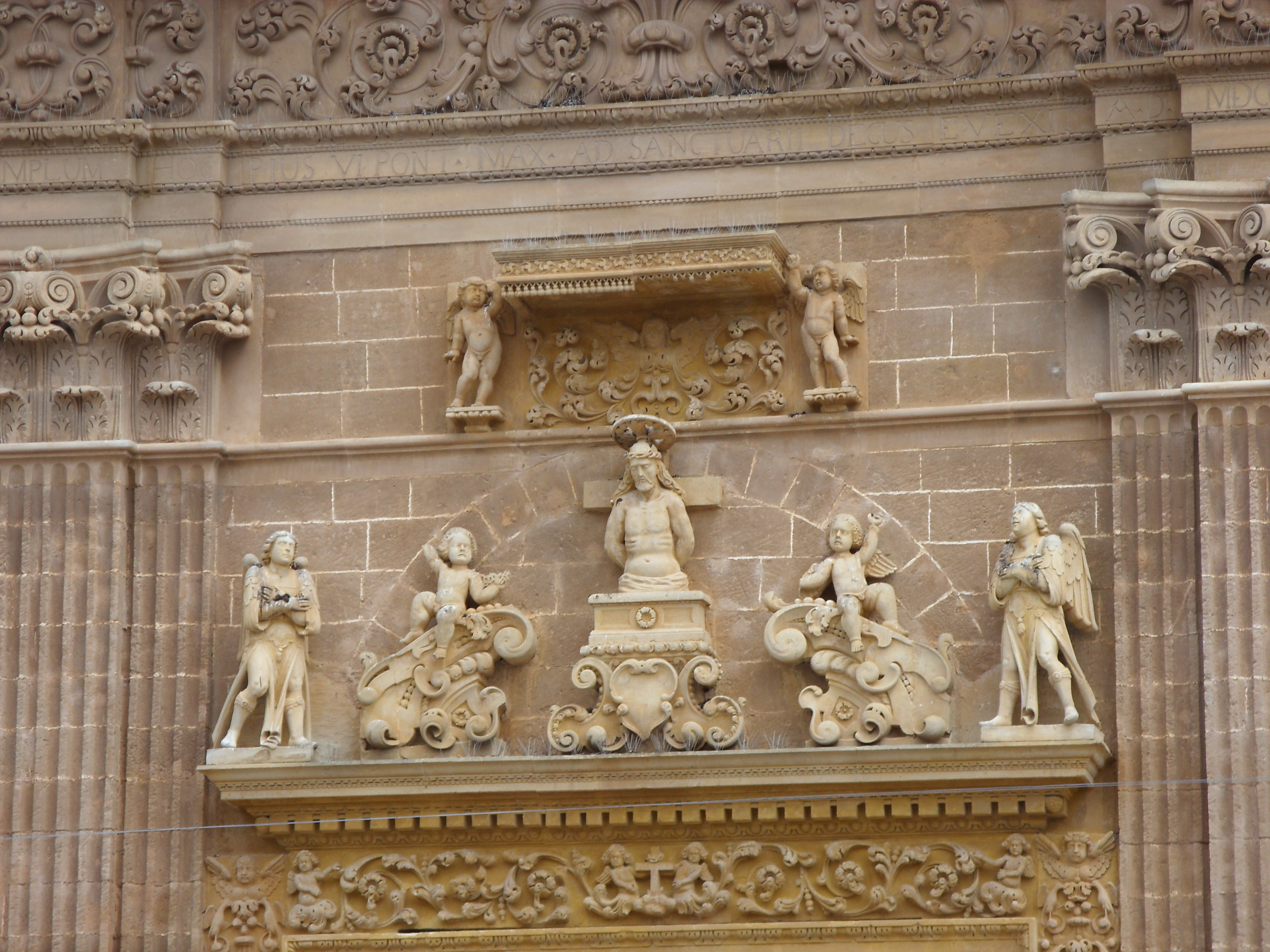
Particolare della facciata

## Architettura

### Esterno
La sfarzosa facciata barocca, realizzata in carparo e pietra leccese, si ispira all'architettura gesuitica ed è divisa in tre ordini. Nel primo si apre il portale d'ingresso, con portone ligneo del 1696, sul quale è posizionata la statua in pietra di Gesù Crocifisso osannato da quattro cherubini. Lateralmente, quattro nicchie ospitano le statue degli evangelisti. Il secondo ordine presenta una grande finestra a griglia affiancata da due nicchie con le statue di san Giovanni Battista e di san Sebastiano. Alle due estremità laterali insistono le statue di san Pietro e san Paolo. Nella parte conclusiva della facciata, dal timpano spezzato, poggiano le statue di san Michele Arcangelo e dell'Angelo custode. La torre campanaria risale al 1702.

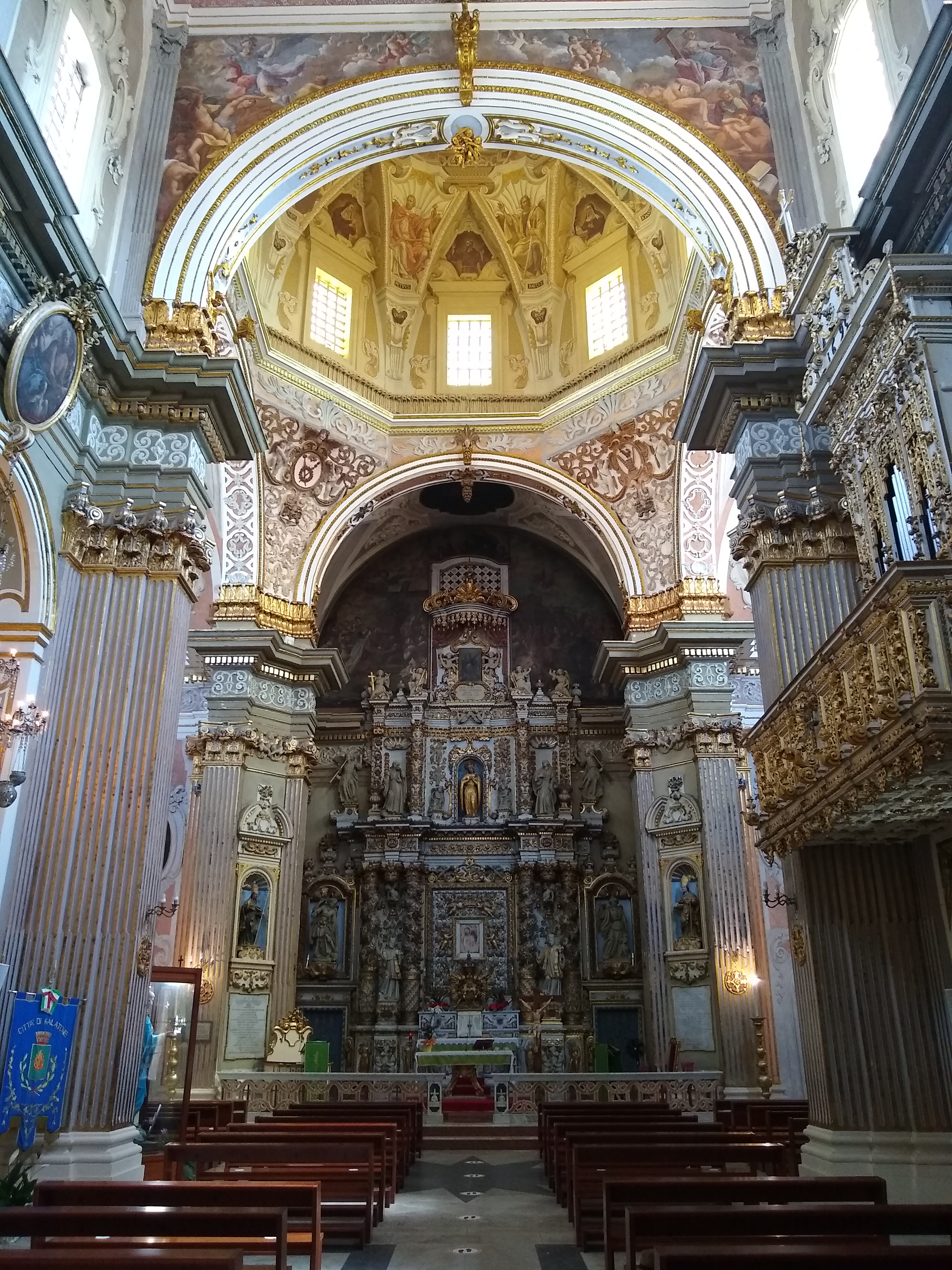
Interno con altare maggiore

### Interno

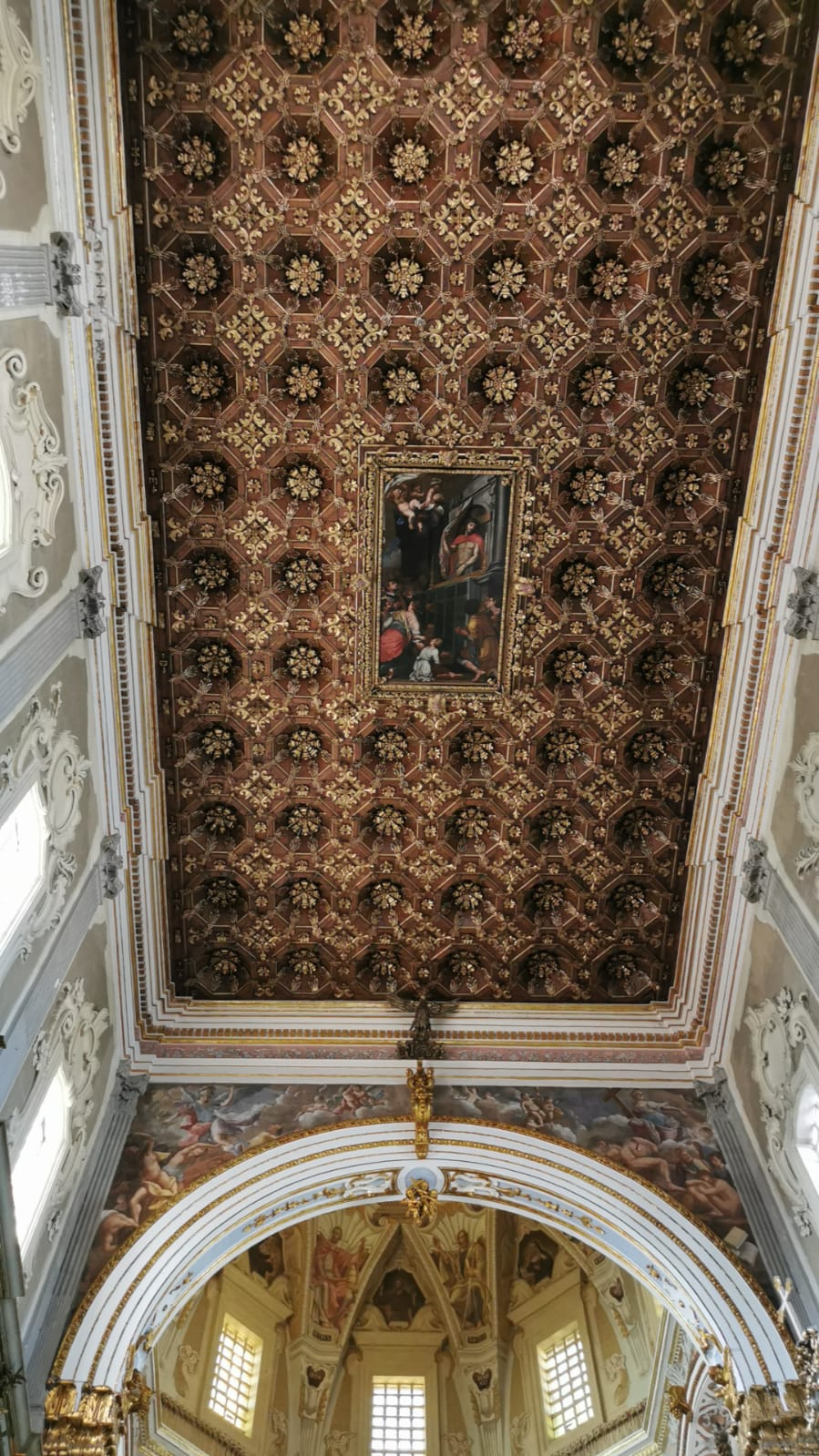
Soffitto a cassettoni

L'interno, a croce latina, è costituito dal presbiterio, dal transetto e dalla navata; in quest'ultima si aprono tre cappelle per lato ospitanti gli altari dedicati a sant'Antonio da Padova, alla Madonna del Carmine, a san Biagio, alla Madre del Buon Consiglio, alla Sacra Famiglia e a san Pietro. L'aula è dominata dallo sfarzoso altare maggiore in pietra leccese, decorato con colonne tortili e bassorilievi raffiguranti la virtù cardinali. Al centro è custodita l'icona del SS. Crocifisso della Pietà affiancata dalle statue di san Francesco Saverio e san Francesco di Sales. Nel transetto sono posizionati gli altari dedicati a San Francesco da Paola, raffigurato sulla tela principale su di una nuvola, benedicente la città di Galatone posta sotto, accanto al Crocifisso. Quest'ultimo con tela che individua il luogo dove era situata in origine la sacra icona. In corrispondenza del transetto si innalza una cupola ottagonale, interamente affrescata nel 1944 con il tema del ritrovamento della Croce da parte di sant'Elena imperatrice, sostenuta da quattro pilastri entro i quali hanno dimora in altrettante nicchie le statue dei dottori della Chiesa Latina, proclamati da Bonifacio VIII: sant'Agostino, san Girolamo, sant'Ambrogio, san Gregorio Magno. L'interno è impreziosito da pregevoli tele di Aniello Letizia, del Megha, dell'Amorosi e di altri. Notevoli l'organo e la cantoria, il portone ed il soffitto ligneo a cassettoni, tutte opere di Aprile Petrachi da Melendugno eseguite nel 1696.